# ايفو ساندر

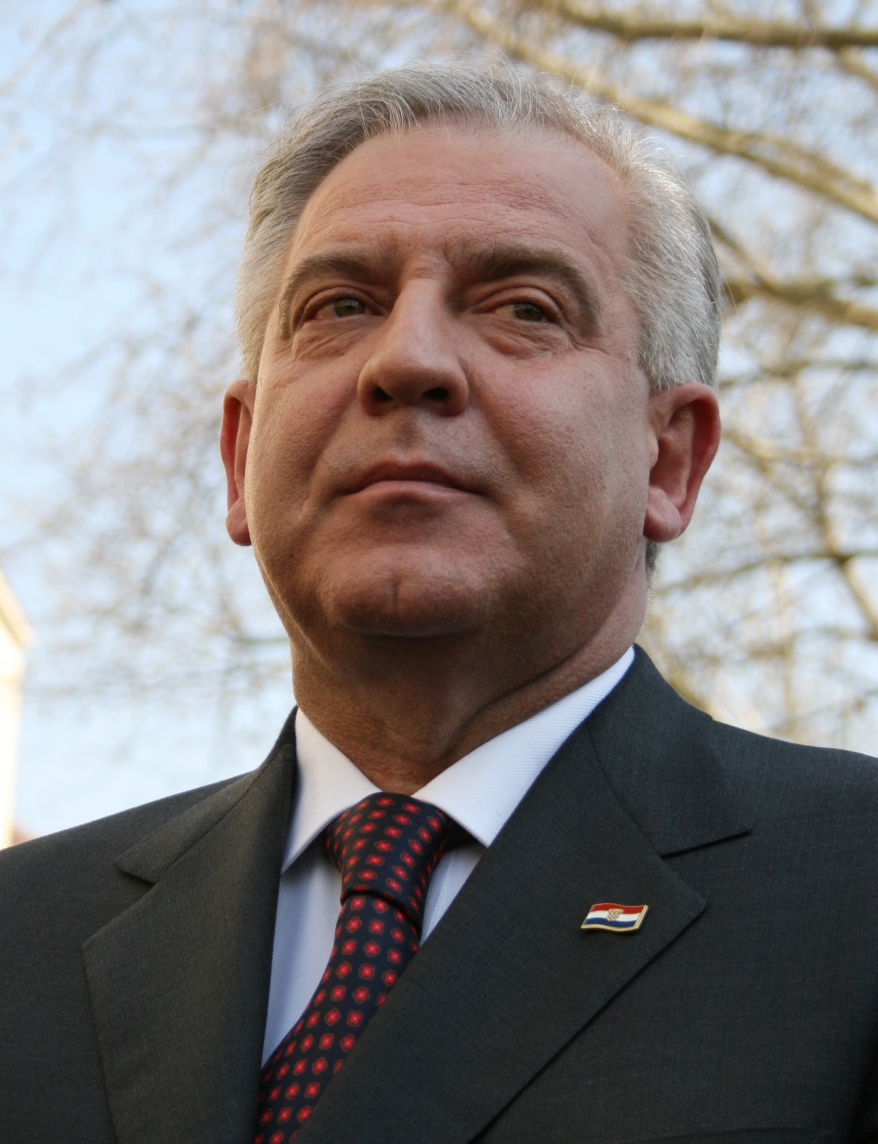
إيفو ساندر

ايفو ساندر (بالكرواتية: Ivo Sanader) (ولد 8 يونيو 1953) سياسي كرواتي شغل منصب رئيس الوزراء بين عام 2003 - 2009 .

## روابط خارجية
- ايفو ساندر على موقع مونزينجر (الألمانية)